# Messicobolus raui
Messicobolus raui är en mångfotingart som beskrevs av Chamberlin 1941. Messicobolus raui ingår i släktet Messicobolus och familjen Messicobolidae. Inga underarter finns listade i Catalogue of Life.